# Saison 6 de NCIS : Nouvelle-Orléans
Chronologie
Saison 5 Saison 7
Cet article présente le guide des épisodes de la sixième saison de la série télévisée américaine NCIS : Nouvelle-Orléans (NCIS: New Orleans). En France, la saison 6 est diffusée du 25 novembre au 22 décembre 2022 sur Paris Première à 15h50 à raison d'un épisode par jour du lundi au vendredi.

## Distribution

### Acteurs principaux
- Scott Bakula (VF : Guy Chapellier) : Dwayne Cassius Pride alias « King »
- Lucas Black (VF : Ludovic Baugin) : Christopher LaSalle (épisode 1 à 6)
- Vanessa Ferlito (VF : Géraldine Asselin) : Tammy Gregorio
- Rob Kerkovich (VF : Adrien Larmande) : Sebastian Lund
- Daryl Mitchell (VF : Laurent Morteau) : Patton Plame
- CCH Pounder (VF : Michèle Bardollet) : Loretta Wade
- Necar Zadegan : Hannah Khoury
- Charles Michael Davis : Quentin Carter (à partir de l'épisode 14)

### Acteurs récurrents et invités
- Chelsea Field : Rita Devereaux, la petite amie de Dwayne
- Richard Thomas : Ezra Van Cleef, directeur adjoint du NCIS
- Hal Ozsan : Ryan Porter, l'ex d'Hannah
- Joanna Cassidy : Mena Cantrell, la mère de Dwayne
- Venus Ariel : Naomi Porter, la fille d'Hannah

## Épisodes

### Épisode 1:Une décision de trop
- États-Unis /  Canada : 24 septembre 2019 sur CBS /
- Belgique : 22 mai 2021 sur Club RTL
- France : 25 novembre 2022 sur Paris Première

- États-Unis : 6,66 millions de téléspectateurs[1] (première diffusion)

- Richard Thomas (Ezra Van Cleef)
- Adam David Thompson (en) (Agent Harper)
- David DeSantos (Henry Gaines)
- Clifton Duncan (Colonel Freeman)

### Épisode 2:L'Énigme du terminator
- États-Unis /  Canada : 1er octobre 2019 sur CBS /
- Belgique : 22 mai 2021 sur Club RTL
- France : 28 novembre 2022 sur Paris Première

- États-Unis : 6,90 millions de téléspectateurs[1] (première diffusion)

### Épisode 3:Mauvaise graine
- États-Unis /  Canada : 8 octobre 2019 sur CBS /
- Belgique : 29 mai 2021 sur Club RTL
- France : 29 novembre 2022 sur Paris Première

- États-Unis : 6,69 millions de téléspectateurs[1] (première diffusion)

### Épisode 4:Disparitions
- États-Unis /  Canada : 15 octobre 2019 sur CBS /
- Belgique : 29 mai 2021 sur Club RTL
- France : 30 novembre 2022 sur Paris Première

- États-Unis : 6,57 millions de téléspectateurs[1] (première diffusion)

### Épisode 5:Mensonges et espionnage
- États-Unis /  Canada : 22 octobre 2019 sur CBS /
- Belgique : 5 juin 2021 sur Club RTL
- France : 1er décembre 2022 sur Paris Première

- États-Unis : 6,64 millions de téléspectateurs[1] (première diffusion)

### Épisode 6:Paix éternelle
- États-Unis /  Canada : 5 novembre 2019 sur CBS /
- Belgique : 5 juin 2021 sur Club RTL
- France : 2 décembre 2022 sur Paris Première

- États-Unis : 6,61 millions de téléspectateurs[1] (première diffusion)

### Épisode 7:Boum boum boum boum
- États-Unis /  Canada : 12 novembre 2019 sur CBS /
- Belgique : 12 juin 2021 sur Club RTL
- France : 5 décembre 2022 sur Paris Première

- États-Unis : 6,41 millions de téléspectateurs[1] (première diffusion)

### Épisode 8:L'Ordre de la mangouste
- États-Unis /  Canada : 19 novembre 2019 sur CBS /
- Belgique : 12 juin 2021 sur Club RTL
- France : 6 décembre 2022 sur Paris Première

- États-Unis : 6,89 millions de téléspectateurs[1] (première diffusion)

### Épisode 9:Coûte que coûte
- États-Unis /  Canada : 26 novembre 2019 sur CBS /
- Belgique : 19 juin 2021 sur Club RTL
- France : 7 décembre 2022 sur Paris Première

- États-Unis : 6,87 millions de téléspectateurs[1] (première diffusion)

### Épisode 10:La Récompense
- États-Unis /  Canada : 17 décembre 2019 sur CBS /
- Belgique : 19 juin 2021 sur Club RTL
- France : 8 décembre 2022 sur Paris Première

- États-Unis : 7,05 millions de téléspectateurs[1] (première diffusion)

### Épisode 11:Mauvaise lune
- États-Unis /  Canada : 16 février 2020 sur CBS /
- Belgique : 26 juin 2021 sur Club RTL
- France : 9 décembre 2022 sur Paris Première

- États-Unis : 5,24 millions de téléspectateurs[1] (première diffusion)

### Épisode 12:En attendant Monroe
- États-Unis /  Canada : 23 février 2020 sur CBS /
- Belgique : 26 juin 2021 sur Club RTL
- France : 12 décembre 2022 sur Paris Première

- États-Unis : 5,59 millions de téléspectateurs[1] (première diffusion)

### Épisode 13:La Source de tous les maux
- États-Unis /  Canada : 1er mars 2020 sur CBS /
- Belgique : 3 juillet 2021 sur Club RTL
- France : 13 décembre 2022 sur Paris Première

- États-Unis : 5,56 millions de téléspectateurs[1] (première diffusion)

### Épisode 14:L'Homme au costume rouge
- États-Unis /  Canada : 8 mars 2020 sur CBS
- Belgique : 3 juillet 2021 sur Club RTL
- France : 14 décembre 2022 sur Paris Première

- États-Unis : 5,62 millions de téléspectateurs[1] (première diffusion)

### Épisode 15:Retrouvailles
- États-Unis /  Canada : 15 mars 2020 sur CBS /
- Belgique : 10 juillet 2021 sur Club RTL
- France : 15 décembre 2022 sur Paris Première

- États-Unis : 6,35 millions de téléspectateurs[1] (première diffusion)

### Épisode 16:Orgueil et préjugés
- États-Unis /  Canada : 15 mars 2020 sur CBS /
- Belgique : 10 juillet 2021 sur Club RTL
- France : 16 décembre 2022 sur Paris Première

- États-Unis : 5,83 millions de téléspectateurs[1] (première diffusion)

### Épisode 17:Préjugés
- États-Unis /  Canada : 22 mars 2020 sur CBS /
- Belgique : 17 juillet 2021 sur Club RTL
- France : 19 décembre 2022 sur Paris Première

- États-Unis : 6,39 millions de téléspectateurs[1] (première diffusion)

### Épisode 18:Une femme nouvelle
- États-Unis /  Canada : 29 mars 2020 sur CBS /
- Belgique : 17 juillet 2021 sur Club RTL
- France : 20 décembre 2022 sur Paris Première

- États-Unis : 6,50 millions de téléspectateurs[1] (première diffusion)

### Épisode 19:Monolithe
- États-Unis /  Canada : 12 avril 2020 sur CBS /
- Belgique : 24 juillet 2021 sur Club RTL
- France : 21 décembre 2022 sur Paris Première

- États-Unis : 5,88 millions de téléspectateurs[1] (première diffusion)

### Épisode 20:Prédateurs
- États-Unis /  Canada : 19 avril 2020 sur CBS /
- Belgique : 24 juillet 2021 sur Club RTL
- France : 22 décembre 2022 sur Paris Première

- États-Unis : 6,24 millions de téléspectateurs[1] (première diffusion)